# Улица Терентия Кореня
Улица Терентия Кореня (укр. Вулиця Терентія Кореня) — улица в Деснянском районе города Чернигова. Пролегает от улицы Карпенко-Карого (Станиславского) до улицы Афанасия Шафонского, исторически сложившаяся местность (район) Ганжевщина. Улица расположена на линии трассировки проспекта Победы с реконструкцией усадебной застройки под многоэтажную жилую застройку, согласно «Генеральному плану Чернигова».  
Примыкают улицы Ганжевская, Алексея Флёрова.

## История
Софиевская улица была проложена в 1890-е годы землевладельцем Андреем Ганжой на своей земле, наряду с другим четырьмя (Андреевская, Борисовская, Петровская, Юрьевская), и названа именем его жены. Была застроена индивидуальными домами.
В 1940 году Софиевская улица переименована на улица Челюскинцев — в честь участников советской полярной экспедиции 1933-1934 годов на пароходе «Челюскин», возглавляемой О. Ю. Шмидтом.
Изначально улица пролегала от улицы Милорадовичей. Начало улицы (около 80 м) в 1980-е годы застроено кварталом многоэтажной жилой застройки проспекта Победы (район Пять углы) и по этому нумерация улицы начинается с № 9 и 10. 
19 февраля 2016 года улица получила современное название — в честь украинского советского борца, уроженца Черниговщины Терентия Савыча Кореня, согласно Распоряжению городского главы В. А. Атрошенко Черниговского городского совета № 54-р «Про переименование улиц города» («Про перейменування вулиць міста»)

## Застройка
Начало улицы служит внутридомовым проездом. Парная и непарная стороны улицы занята усадебной застройкой, частично многоэтажной жилой (один 16-этажный дом).

Табличка со старым названием улиц Алексея Флёрова (№ 34/22) и Терентия Кореня (№ 22/34)

Учреждения: нет